# Otlophorus anceps
Otlophorus anceps là một loài tò vò trong họ Ichneumonidae.